# Emmène-moi danser ce soir
Emmène-moi danser ce soir è un singolo della cantautrice italiana Giordana Angi, pubblicato il 10 dicembre 2023.

## Descrizione
Il brano, scritto da François Valéry e Jean Albertini, è prodotto dalla stessa cantautrice ed è un adattamento dell'uomo imo brano della cantautrice francese Michèle Torr.

## Promozione
Il brano è stato eseguito dalla stessa cantautrice nel corso dei venticinque concerti del cantautore francese Pascal Obispo in Francia, attraverso la tournée Giordana Angi Tour - Opening For Pascal Obispo.

## Video musicale
Il video musicale è stato pubblicato il 18 marzo 2024 attraverso il canale YouTube della cantautrice.

## Tracce
Testi e musiche di François Valéry e Jean Albertini.
1. Emmène-moi danser ce soir – 3:48